# Dialium corbisieri
Dialium corbisieri är en ärtväxtart som beskrevs av Pierre Staner. Dialium corbisieri ingår i släktet Dialium och familjen ärtväxter. Inga underarter finns listade i Catalogue of Life.